# 空戦乙女☆ヴァージンストライク
『空戦乙女☆ヴァージンストライク』（くうせんおとめばーじんすとらいく）は、DMM.comが配信していた18禁ブラウザゲーム。ゲーム内容は、世界各国の軍用機を萌え擬人化した「空乙女（そらおとめ）」をゲーム中で集め、強化しながら敵(漆黒の闇)と戦闘し勝利を目指すというもの。2014年11月16日にサービス開始されPCブラウザー版の提供の予定もあったが2015年12月18日にDMMでのサービス終了されたが、翌年2016年4月28日ににじよめにて「空戦乙女-スカイヴァルキリーズ-」とタイトルと内容を大幅に変えて再リリースされた。

## 開発

### DMMでのサービス終了からにじよめでの再リリースまで
2015年12月18日、資金繰りの悪化により本作はDMMでのサービスを終了した。
開発スタッフがねとらぼとのインタビューの中で述べたことによると、ガチャで「大当たり」の確率を上げすぎてしまったことと、ゲーム内文章の誤字脱字の修正といった微細なものに対してもお詫びチケットを配布してしまったことが資金繰りの原因となった。
サービス終了したものの、開発者たちはやり残したことがあると感じており、ゲーム以外でも本作の魅力を伝えるために、暴露話やネタツイートを公式アカウントに投稿する形でアピールを試みた。
2016年4月28日ににじよめにて、「空戦乙女-スカイヴァルキリーズ-」という題名でサービスが再開された。

## 空乙女 機種別略式一覧
空戦乙女☆ヴァージンストライク 攻略Wikiおよび2015年5月14日～28日公式ゲーム内イベントでの表記等を参照。
尚、備考に●がついているのはステータスの異なる闇Verが存在する。
| 名前           | 機種名                        | ユニット | レアリティ | 備考                         |
| -------------- | ----------------------------- | -------- | ---------- | ---------------------------- |
| エクレール     | A-10 サンダーボルトII         | 爆撃機   | ★★★★★★     |                              |
| 雅麗           | AH-1 コブラ                   | 攻撃機   | ★          |                              |
| 寧音           | AH-1 コブラ                   | 攻撃機   | ★★★★★      |                              |
| ロレッタ       | AV-8B ハリアーII              | 攻撃機   | ★★         |                              |
| ジェシカ       | AV-8B ハリアーII              | 戦闘機   | ★★★        |                              |
| リア           | BAe シーハリアー FRS.1        | 攻撃機   | ★★★★★      |                              |
| ユリア         | C-160NG トランザール          | 給油機   | ★★★★★      |                              |
| 青葉           | F-1                           | 戦闘機   | ★★         |                              |
| 七海           | F-1                           | 攻撃機   | ★★★        |                              |
| 美羽           | F-2 バイパーゼロ              | 攻撃機   | ★★         |                              |
| 凛             | F-2 バイパーゼロ              | 攻撃機   | ★★★★★      |                              |
| 珠             | F-2B バイパーゼロ             | 爆撃機   | ★★★★★      |                              |
| ウルミ         | F-3 心神                      | 戦闘機   | ★★★★       | 事前登録特典                 |
| 聖紗           | F-4EJファントム               | 戦闘機   | ★★★★       |                              |
| ハンナ         | F-4ファントム                 |          | ★★★        |                              |
| パピー         | F4Uコルセア                   | 攻撃機   | ★★★★★★     | ●                            |
| ネム           | F-8 クルセイダー              | 戦闘機   | ★★★★★★     |                              |
| ミーア         | F-14トムキャット              | 戦闘機   | ★★★★★★     |                              |
| エル           | F-14トムキャット              | 攻撃機   | ★★★        |                              |
| 愛莉           | F－15Jイーグル                | 爆撃機   | ★★★★★★     |                              |
| 雪音           | F－15Jイーグル                | 爆撃機   | ★★★        |                              |
| 美空           | F－15Jイーグル                | 戦闘機   | ★          |                              |
| 茜             | F－15Jレッドイーグル          | 爆撃機   | ★★★★★★     |                              |
| リリィ         | F－15イーグル                 | 戦闘機   | ★★★        |                              |
| ナタリー       | F－15イーグル                 | 戦闘機   | ★★         |                              |
| エミリィ       | F-16 ファイティングファルコン | 戦闘機   | ★★★★★      |                              |
| 玉玲           | F-16 ファイティングファルコン | 爆撃機   | ★★         |                              |
| アンナ         | F/A-18 ホーネット             | 爆撃機   | ★★★★       |                              |
| オリビア       | F/A-18 ホーネット             | 攻撃機   | ★★★★★      |                              |
| エリジ         | F-101 ヴードゥー              | 戦闘機   | ★★★★★      |                              |
| マクナ         | F-111A アードバーク           | 爆撃機   | ★★★★       |                              |
| 春嬌           | F-CK-1 経国                   | 爆撃機   | ★          |                              |
| 美玲           | F-CK-1 経国                   | 戦闘機   | ★★★        |                              |
| 小芳           | JH-7 飛豹                     | 爆撃機   | ★          |                              |
| 暁燕           | JH-7 飛豹                     | 爆撃機   | ★★★★       |                              |
| 静麗           | JH-7 飛豹                     | 攻撃機   | ★★★        |                              |
| 白光           | J-8II フィンバックB           | 戦闘機   | ★★★★★      |                              |
| エレナ         | MIG-23フロッガー              | 攻撃機   | ★★★★       |                              |
| メーリ         | MIG-23フロッガー              | 攻撃機   | ★          |                              |
| ライザ         | MiG-25 フォックスバット       | 攻撃機   | ★★★★       |                              |
| ヴァレンティナ | MiG-25 フォックスバット       | 爆撃機   | ★★★        |                              |
| ヴェーラ       | Su-17                         | 爆撃機   | ★          |                              |
| ヤナ           | Su-17                         | 爆撃機   | ★★★★       |                              |
| アンジェリカ   | Su-27 フランカー              | 攻撃機   | ★★★★★★     |                              |
| ヴァシリーサ   | Su-27 フランカー              | 攻撃機   | ★          |                              |
| カミーラ       | Su-27 フランカー              | 爆撃機   | ★★★        |                              |
| エリヴィラ     | Su-27 フランカー              | 爆撃機   | ★★★        |                              |
| ヴィノ         | Tu-95M                        | 爆撃機   | ★★★★★★     |                              |
| ディアナ       | YaK-38 フォージャー           | 爆撃機   | ★★★        |                              |
| レナ           | YaK-38 フォージャー           | 戦闘機   | ★★★★       |                              |
| アレーナ       | Yak-141 フリースタイル        | 戦闘機   | ★★★        | 公式広報ツイッター担当キャラ |
| ヴァレリア     | Yak-141 フリースタイル        | 攻撃機   | ★★★        |                              |
| セシリア       | サーブ 37 ビゲン              | 戦闘機   | ★★         |                              |
| アリス         | サーブ 37 ビゲン              | 戦闘機   | ★★★        |                              |
| りほ子         | サーブ 29 トゥンナン          | 攻撃機   | ★★★★★★     | ●                            |
| ブレンダ       | チーター                      | 戦闘機   | ★          |                              |
| セザリア       | チーター                      | 爆撃機   | ★          |                              |
| ハネリー       | チーター                      | 爆撃機   | ★★         |                              |
| ミリアム       | チーター                      | 爆撃機   | ★★         |                              |
| リラ           | チーター                      | 攻撃機   | ★★★        |                              |
| セシル         | トーネード IDS                | 攻撃機   | ★          |                              |
| ルル           | トーネード ADV                | 攻撃機   | ★★★★       |                              |
| トラベル       | ブラックバーン バッカニア     | 攻撃機   | ★★★★★      |                              |
| トリップ       | ブラックバーン バッカニア     | 攻撃機   | ★★★★       |                              |
| 夜鷹           | 極光                          | 戦闘機   | ★★★★★★     |                              |
| 澪             | 零式艦上戦闘機 五十二型       | 戦闘機   | ★★★★★      |                              |

## 反響

### DMMでのサービス終了後の反響
サービス終了後、本作の公式Twitterアカウントが暴露やネタツイートすることで話題となり、終了時点ではフォロワーの数が1,800だったのに対し、これらのツイートが投稿された結果フォロワー数は5,000を超えた。